# 泰国国家图书馆

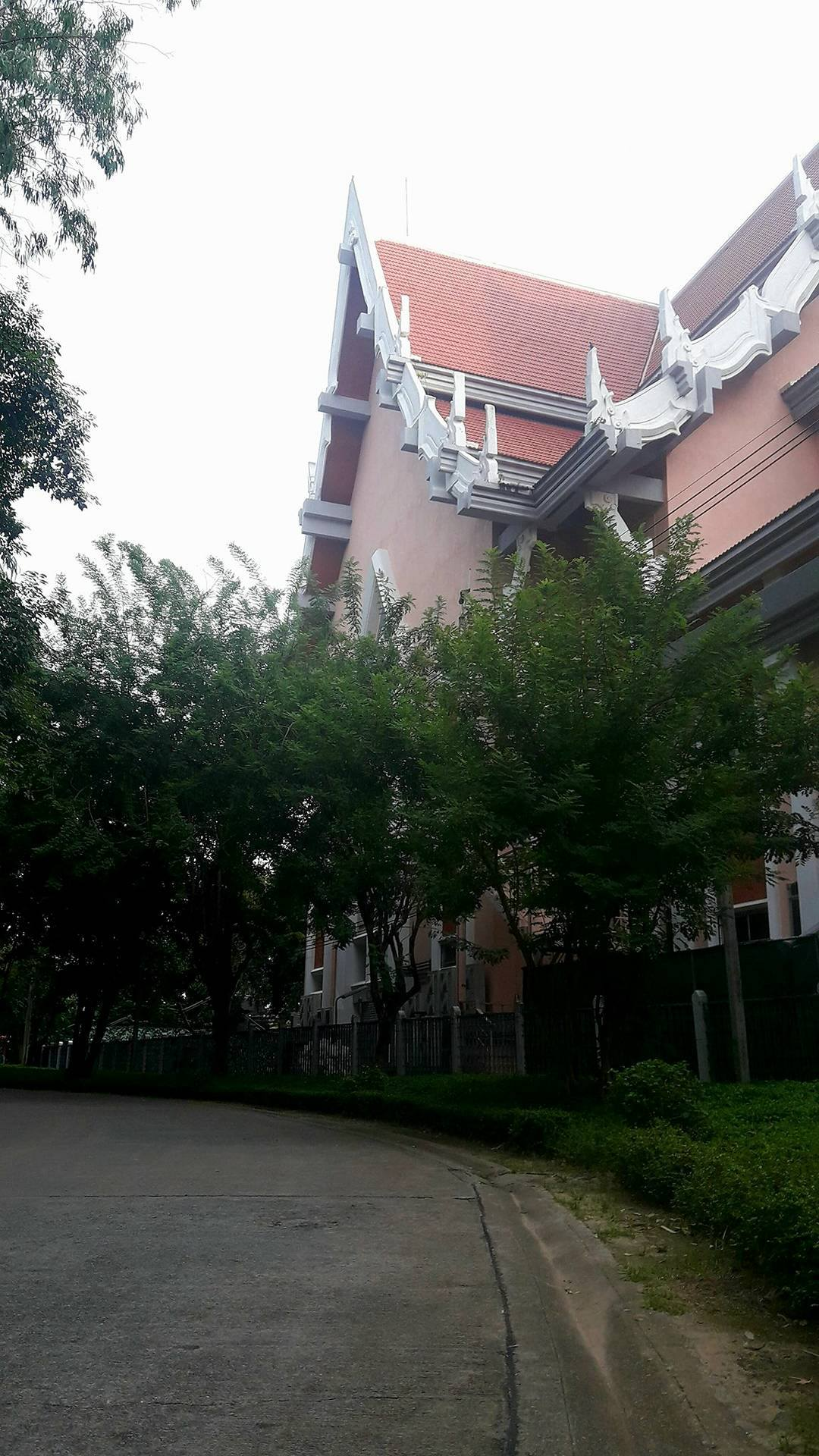
泰国国家图书馆

泰国国家图书馆（泰語：หอสมุดแห่งชาติ）是泰國的國家圖書館，位於首都曼谷，成立于1905年10月12日，由拉玛五世国王令由3所老皇室图书馆合并而成。泰国国家图书馆通过曼谷的7个专藏和其他省份的14个分馆对全国提供服务，各分馆由国家馆统一领导与管理。收藏有专著2,210,000卷；善本书和手稿217,300卷；连续出版物2,100种；报纸400种；非书资料70,000件。

## 外部連結
- 泰国国家图书館